# Brachyiulus brachyurus
Brachyiulus brachyurus är en mångfotingart som beskrevs av Carl Graf Attems 1899. Brachyiulus brachyurus ingår i släktet Brachyiulus och familjen kejsardubbelfotingar. Inga underarter finns listade i Catalogue of Life.